# Shōken
Titre
Impératrice consort du Japon
11 janvier 1869 – 30 juillet 1912
(43 ans, 6 mois et 19 jours)

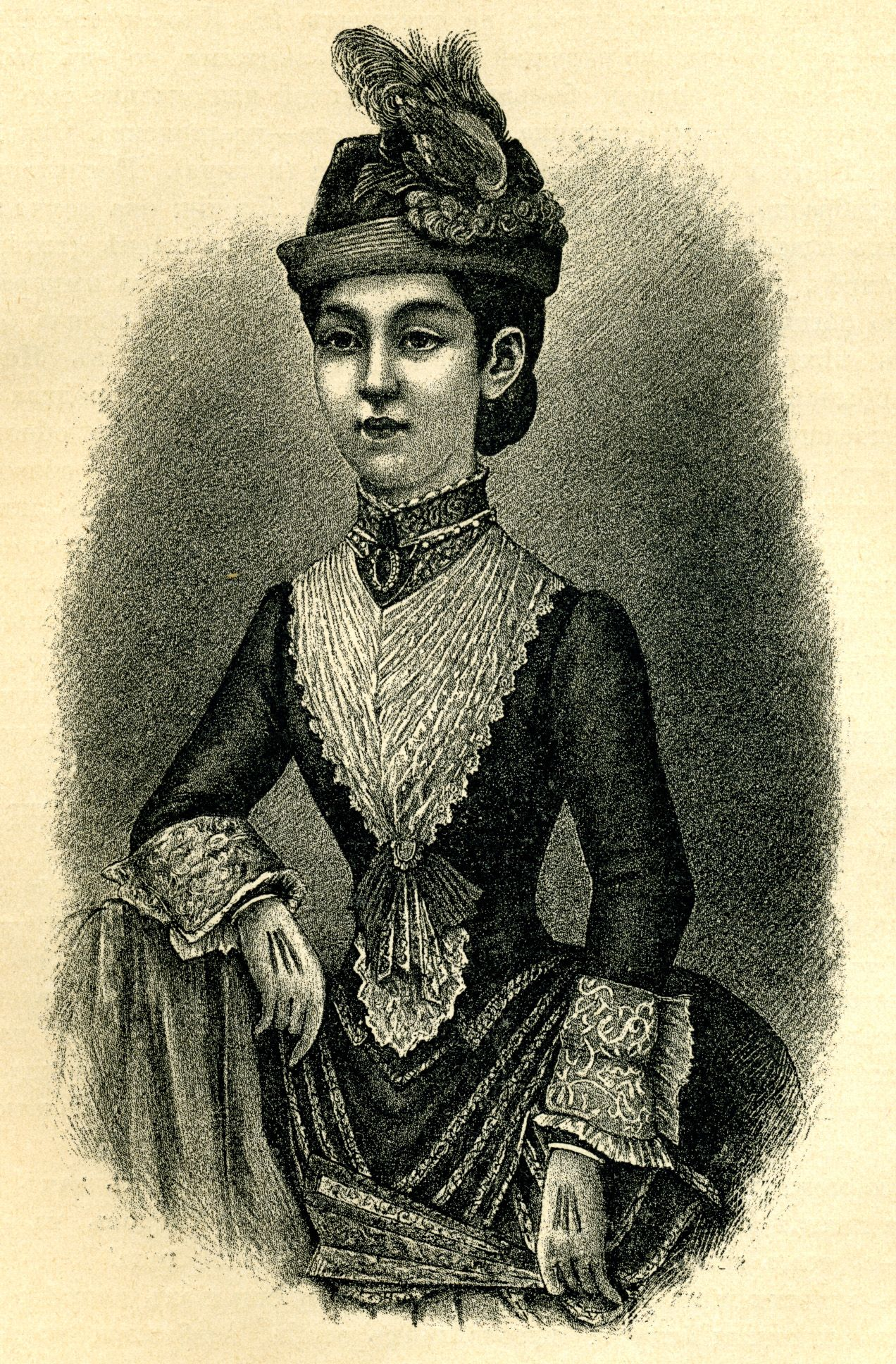
Portrait paru dans un livre russe de 1902, Le Japon et les Japonais.

L'impératrice Shōken (昭憲皇后, Shōken-kōgō), 9 mai 1849 - 9 avril 1914, aussi appelée impératrice douairière Shōken (昭憲皇太后, Shōken-kōtaigō) était l'épouse consort de l'empereur Meiji du Japon.

## Jeunesse
Née Masako Ichijō (一条勝子, Ichijō Masako), elle est la troisième fille de Tadaka Ichijō, ancien ministre de la gauche et chef de la branche Ichijō du clan Fujiwara. Sa mère est une fille du prince Fushimi Kuniie.
La princesse Masako est un peu enfant prodige puisqu'elle est capable de lire de la poésie extraite du Kokin Wakashū à l'âge de quatre ans et a composé quelques vers waka à cinq ans. À sept ans, elle est capable de lire certains textes en chinois classique, avec un peu d'aide, et étudie la calligraphie japonaise. À douze ans, elle a étudié le koto et apprécie les drames du théâtre nô. Elle étudie également l'art de l'ikebana et la cérémonie du thé japonaise. Comme il est habituel à l'époque, elle est vaccinée contre la petite vérole.
Elle est fiancée à l’empereur Meiji le 2 septembre 1867 et adopte le nom Haruko (美子),
qui vise à refléter sa taille minuscule et sa beauté sereine. Le bakufu Tokugawa promet 15 000 ryō en or pour le mariage et lui attribue un revenu annuel de 500 koku, mais comme la restauration de Meiji a lieu avant que le mariage ne soit achevé, les montants promis ne seront jamais livrés. Le mariage est retardé en partie en raison des périodes de deuil de l'empereur Kōmei et de son frère Ichijō Saneyoshi et en raison de troubles politiques autour de Kyoto en 1867 et 1868. Le mariage est enfin officiellement célébré le 11 janvier 1869.
Elle est la première consort impériale à recevoir simultanément les titres de nyōgō et kōgō (littéralement, la femme de l'empereur, traduit par « impératrice consort ») depuis plusieurs siècles.
Même si elle est la première impératrice consort japonaise à jouer un rôle public, il apparaît rapidement que l'impératrice Haruko est incapable d'avoir des enfants. L'empereur Meiji a quinze enfants par cinq dames de compagnie officielles. Comme le veut depuis longtemps la coutume dans la monarchie japonaise, elle adopte Yoshihito, fils aîné de son mari avec une concubine. Yoshihito devient ainsi l'héritier officiel du trône et à la mort de l'empereur Meiji, lui succède sous le nom d'empereur Taishō.

## Impératrice consort

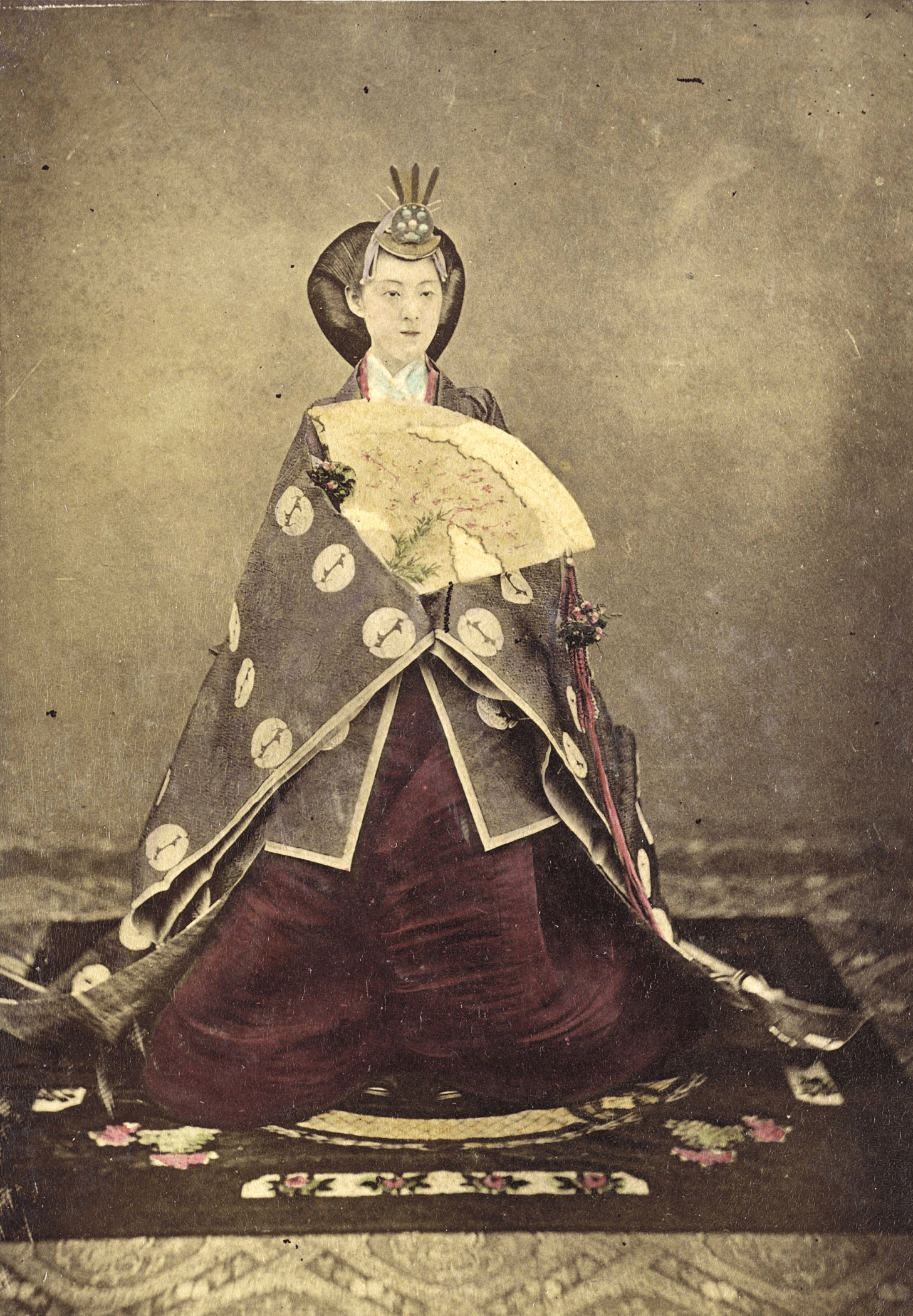
L'impératrice consort Haruko en 1872.

La famille impériale en 1900. De gauche à droite : la princesse Kane, la princesse héritière, la princesse Fumi, l'empereur Meiji, la princesse Yasu, l'impératrice Shōken, le prince héritier et la princesse Tsune.

L'impératrice quitte Kyoto le 8 novembre 1869 pour la nouvelle capitale de Tokyo. En rupture avec la tradition, l'empereur Meiji insiste pour qu'elle, ainsi que les dames d'honneur les plus importantes, assistent aux conférences éducatives données régulièrement à l'empereur sur les conditions au Japon ainsi que les développements dans les pays d'outre-mer.
À partir de 1886, l'impératrice et son entourage portent des vêtements de style occidental en public et en 1887 elle émet même un mémorandum sur le sujet, soutenant que la robe traditionnelle japonaise est non seulement inadaptée à la vie moderne, mais qu'en fait, la robe de style occidental est plus proche que le kimono des vêtements portés par les Japonaises dans les temps anciens.
Dans le domaine diplomatique, l'impératrice accueille l'épouse de l'ancien président américain Ulysses S. Grant lors de sa visite au Japon et est également présente lors des réunions de l'empereur avec le roi hawaïen Kalākaua en 1881. Plus tard cette même année, elle aide à accueillir la visite des fils du futur roi Édouard VII, le prince Albert Victor et le prince George (futur George V), qui lui offrent une paire de wallabies d'Australie.
L'impératrice accompagne son époux à Yokosuka dans la préfecture de Kanagawa le 26 novembre 1886 afin d'observer les nouveaux croiseurs de la Marine impériale japonaise Naniwa (en) et Takachiho (en) lancer des torpilles et effectuer d'autres manœuvres. À partir de 1887, elle est souvent à côté de l'empereur lors de visites officielles dans les écoles, les usines et même des manœuvres de l'armée. 

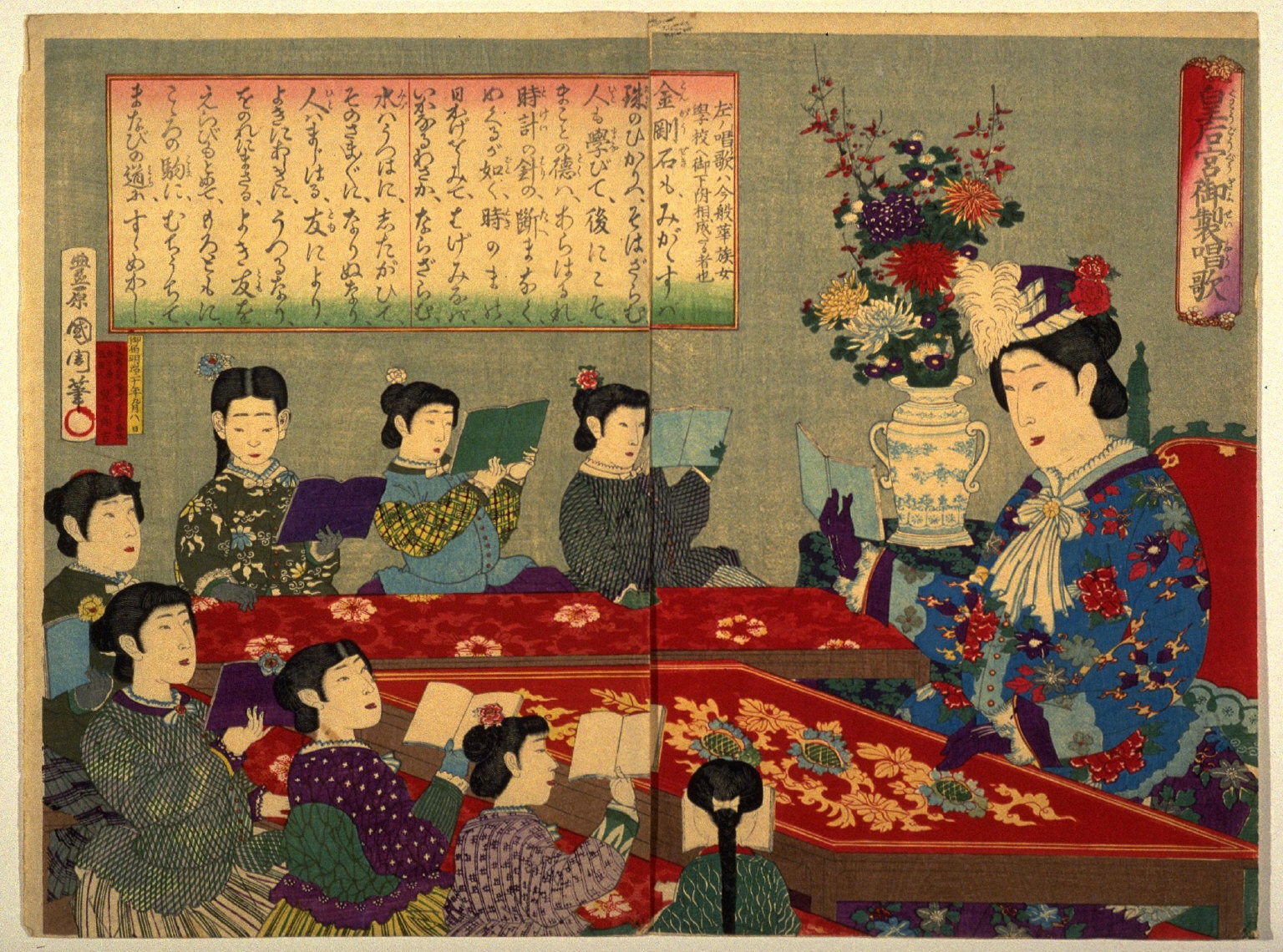
L'impératrice Shōken apprenant à lire à des enfants (1887)

Lorsque l'empereur Meiji tombe malade en 1888, elle prend sa place pour accueillir des envoyés du Siam, lancer des navires de guerre et visiter l'université impériale de Tokyo.
En 1889, elle accompagne l'empereur Meiji lors de sa visite officielle à Nagoya et Kyoto. Tandis que l'empereur poursuit son chemin pour visiter les bases navales de Kure et Sasebo, elle se rend à Nara afin de prier dans les principaux sanctuaires shinto.
Connue pendant son règne pour son soutien aux œuvres de charité et à l'éducation des femmes, l'impératrice travaille durant la première guerre sino-japonaise (1894–95), à la création de la société de la Croix rouge japonaise. Après que l'empereur a déplacé son quartier général militaire de Tokyo à Hiroshima pour être plus près des lignes de communication avec ses troupes, l'impératrice, voyageant avec les deux concubines favorites de l'empereur, le rejoint à Hiroshima à partir de mars 1895. Pendant son séjour dans la ville, elle visite un jour sur deux les hôpitaux où les soldats blessés sont soignés.Particulièrement préoccupée par les activités de la Croix-Rouge en temps de paix, elle crée un fonds pour la Croix rouge internationale, plus tard appelé « Fonds impératrice Shōken », et actuellement utilisé pour les activités d'aide sociale internationales. Le fonds est à la disposition des amis et des ennemis et poursuit son activité même après l'entrée du Japon dans la Seconde Guerre mondiale en 1941 ainsi qu'après la guerre. En réponse à une lettre de la Croix-Rouge de Serbie en novembre 1942, par exemple, le fonds fait remettre un versement via un membre du personnel de la Croix-Rouge internationale à Belgrade, ville qui a souffert de bombardement aériens. En 1946, le fonds effectue des versements en faveur de la Croix-Rouge d'Irlande, du Portugal, etc. pour lutter contre la tuberculose. En 1950, le fonds intervient principalement pour aider les pays devenus indépendants après la guerre (par exemple en 1954 l'Indonésie et le Sri Lanka, en 1955 la Jordanie, en 1957 la Syrie, en 1964 la Sierra Leone, etc..

## Impératrice douairière
Au décès de l'empereur Meiji en 1912, le titre impératrice douairière (皇太后, Kōtaigō) lui est accordé par l'empereur Taishō.
Shōken meurt en 1914 dans la villa impériale de Numazu dans la préfecture de Shizuoka. Elle est enterrée dans la butte est du Fushimi Momoyama ryo dans l'arrondissement Fushimi-ku de Kyoto à côté de l'empereur Meiji. Son âme est vénérée au Meiji-jingū à Tokyo. Le 9 mai 1914, elle reçoit le nom posthume Shōken Kōtaigō.
Le wagon de l'impératrice, ainsi que celui de l'empereur Meiji, peuvent être vus aujourd'hui au Meiji mura à Inuyama dans la préfecture d'Aichi.

## Titres et prédicats
- 9 mai 1849 – 11 janvier 1869 : « Dame Masako Ichijō »
- 11 janvier 1869 – 30 juillet 1912 : Sa Majesté l'impératrice ;
- 30 juillet 1912 – 9 avril 1914 : Sa Majesté l'impératrice douairière ;
- Titre posthume : Sa Majesté l'impératrice Shōken.

## Image
Shōken est la première impératrice japonaise à être apparue en public en vêtements occidentaux, en juillet 1886.

## Honneurs

### Honneurs japonais
- 1er novembre 1888 : grand-cordon de l'Ordre de la Couronne précieuse

### Honneurs étrangers
- 13 décembre 1887 : dame grand-croix de l'ordre de Sainte-Catherine
- 29 novembre 1889 : dame de l'ordre de la Reine Marie-Louise
- 12 octobre 1899 : dame de l'ordre de la dynastie de Chakri
- 19 mai 1903 : dame de l'ordre de Louise, première classe
- 29 février 1904 : dame d'honneur de l'ordre de Thérèse